# Melocactus conoideus
Melocactus conoideus ist eine Pflanzenart aus der Gattung Melocactus in der Familie der Kakteengewächse (Cactaceae). Das Artepitheton conoideus stammt aus dem Lateinischen, bedeutet ‚konisch‘ und verweist auf Form der Triebe der Art.

## Beschreibung
Melocactus conoideus wächst mit stark niedergedrückten kugelförmigen bis halbkugelförmigen Körpern, die Wuchshöhen von bis zu 10 Zentimetern und Durchmesser von bis zu 17 Zentimetern erreichen. Es sind 11 bis 14 sehr niedrige und gerundete Rippen vorhanden. Von den dunkelbraunen und grau übertönten Dornen sind bei Sämlingen einige noch gebogen oder gehakt. Der einzelne Mitteldornen ist 2 bis 2,2 Zentimeter lang. Die 8 bis 11 Randdornen sind gerade bis leicht gebogen und bis 3,5 Zentimeter lang. Das aus reichlich weißer Wolle und dunkelroten Borsten gebildete Cephalium wird bis zu 4 Zentimeter hoch und erreicht einen Durchmesser von 7,5 Zentimetern.
Die lilafarbenen Blüten sind bis zu 2,2 Zentimeter lang und erreichen Durchmesser von 1 Zentimeter. Die umgekehrt keulenförmigen Früchte sind mehr oder weniger rosamagentafarben und erreichen eine Länge von 1,8 Zentimetern. Das Fruchtfleisch ist weiß.

## Verbreitung, Systematik und Gefährdung
Melocactus conoideus ist im Südosten des brasilianischen Bundesstaates Bahia verbreitet.
Die Erstbeschreibung erfolgte 1974 durch Albert Frederik Hendrik Buining und Arnold J. Brederoo. Ein nomenklatorisches Synonym ist Melocactus pruinosus var. concinnus (Buining & Brederoo) P.J.Braun (1988).
Melocactus conoideus wird in Anhang I des Washingtoner Artenschutz-Übereinkommen geführt. In der Roten Liste gefährdeter Arten der IUCN wird sie als „Critically Endangered (CR)“, d. h. vom Aussterben bedroht eingestuft.

## Nachweise